# Mathieu & Guillaume
Mathieu & Guillaume (troubabroers) is een Vlaams zangduo uit Antwerpen, bestaande uit de broers Mathieu en Guillaume Engels. Ze brengen lichte popmuziek, voornamelijk in het Nederlands en ook in het Frans. Van 2009 tot 2012 stonden ze onder contract bij SonicAngel; bij deze platenmaatschappij brachten zij in 2010 hun debuutalbum Kleinste Sterren uit. In januari 2014 verscheen hun tweede album Goldmund. Het derde album Plettenberg verscheen in oktober 2017. Sinds 2014 zijn ze de vaste zangers in de huisband van het zaterdagochtendprogramma De Weekwatchers op Radio 2.

## Biografie
Mathieu Engels (1985) studeerde cabaret aan het Koningstheateracademie van 's-Hertogenbosch in Nederland. Guillaume Engels (1987) volgde na zijn studies communicatiemanagement een opleiding cultuurmanagement. Mathieu is de leadzanger en gitarist, Guillaume speelt de mondharmonica en zingt de tweede stem.
Het duo begon in Antwerpen met verschillende bands en projecten maar werden bekend bij het grote publiek door hun deelname aan X Factor in 2008, waar ze op de vierde plaats eindigden. Een jaar later kregen ze door jurylid Maurice Engelen een contract aangeboden bij het destijds nieuw opgerichte platenlabel SonicAngel. Daar brachten ze in 2010 het debuutalbum Kleinste sterren uit. Een eerste theatertour, Rauw en Teder, volgt pas twee jaar later in 2012. In 2013 zijn ze te zien met de wekelijkse rubriek Het Laatste Woord in het programma Iedereen beroemd, het dagelijkse magazine van televisiezender Eén. Het tweede album Goldmund verschijnt in januari 2014 en bevat zowel Nederlands- als Franstalige nummers waarmee ze in 2015 toeren langs culturele centra. Op 7 oktober 2017 ging de derde eigen theatertour Als ik van u was in première en verscheen ook het derde album Plettenberg. De titelsong van dat album werd mee geschreven en ingezongen door Stef Bos. Sinds 2014 zijn ze de vaste zangers in de huisband van het zaterdagochtendprogramma De Weekwatchers op Radio 2, waar ze wekelijks de actualiteit bezingen in een lied.

## Discografie
- 2010 - Kleinste Sterren (Sonic Angel)
- 2014 - Goldmund (M&G/Wild Cherry Consult, CNR)
- 2017 - Plettenberg (M&G)
- 2025 - Titelloos album (M&G/Sony Music Entertainment)